# Oostenrijks voetbalkampioenschap 1914/15
1914/15 was het 4de seizoen in de Oostenrijkse competitie, ingericht door de NÖFV (Niederösterreichische Fußballverband). De competitie stond enkel open voor clubs uit de hoofdstad Wenen en voorsteden daarvan.

## Wiener 1. Klasse
Tien clubs streden om de landstitel, ze troffen elkaar slechts eenmaal. Dit kwam door het uitbreken van de Eerste Wereldoorlog. Hierdoor vond er ook geen promotie en degradatie plaats.
| Pl. | Club                  | Wed | W | G | V | DS    | Ptn |    |
| --- | --------------------- | --- | - | - | - | ----- | --- | -- |
| 1.  | Wiener AC             | 9   | 8 | 0 | 1 | 46- 9 |     | 16 |
| 2.  | Wiener AF             | 9   | 7 | 1 | 1 | 30-14 |     | 15 |
| 3.  | SK Rapid Wien         | 9   | 4 | 2 | 3 | 23-16 |     | 10 |
| 4.  | Wiener Amateur SV     | 9   | 4 | 1 | 4 | 15-11 |     | 9  |
| 5.  | ASV Hertha Wien       | 9   | 4 | 1 | 4 | 15-22 |     | 9  |
| 6.  | Floridsdorfer AC Wien | 9   | 3 | 3 | 3 | 22-22 |     | 9  |
| 7.  | SpC Rudolfshügel Wien | 9   | 4 | 0 | 5 | 21-26 |     | 8  |
| 8.  | Wiener Sport-Club     | 9   | 2 | 2 | 5 | 13-26 |     | 6  |
| 9.  | SC Wacker Wien        | 9   | 1 | 3 | 5 | 13-22 |     | 5  |
| 10. | 1. Simmeringer SC     | 9   | 1 | 1 | 7 | 15-45 |     | 3  |

- Kampioenenploeg: Johann Brandweiner - Rudolf Heger, Franz Schlosser, Johann Kaps, Karl Achatzy, Richard Kohn, Julius Kaps, Gustav Chrenka, Leopold Deutsch, Johann Neumann, Grünfeld, Karl Heinlein, Johann Studnicka, Karl Dürschmied, Stejskal

## Wiener 2. Klasse
De uitslagen in de tweede klasse zijn niet meer bekend, enkel dat Admira Wien kampioen werd.
- SK Admira Wien
- SC Donaustadt
- SC Red Star Wien
- SK Slovan Wien
- Nußdorfer AC
- Wiener Bewegungsspieler
- SK Favoritner Vorwärts
- Währinger Bycicle-Club
- Floridsdorfer SC

1911/12 · 1912/13 · 1913/14 · 1914/15 · 1915/16 · 1916/17 · 1917/18 · 1918/19 · 1919/20 · 1920/21 · 1921/22 · 1922/23 · 1923/24 · 1924/25 · 1925/26 · 1926/27 · 1927/28 · 1928/29 · 1929/30 · 1930/31 · 1931/32 · 1932/33 · 1933/34 · 1934/35 · 1935/36 · 1936/37 · 1937/38 · 1938/39 · 1939/40 · 1940/41 · 1941/42 · 1942/43 · 1943/44 · 1944/45 · 1945/46 · 1946/47 · 1947/48 · 1948/49 · 1949/50 · 1950/51 · 1951/52 · 1952/53 · 1953/54 · 1954/55 · 1955/56 · 1956/57 · 1957/58 · 1958/59 · 1959/60 · 1960/61 · 1961/62 · 1962/63 · 1963/64 · 1964/65 · 1965/66 · 1966/67 · 1967/68 · 1968/69 · 1969/70 · 1970/71 · 1971/72 · 1972/73 · 1973/74 · 1974/75 · 1975/76 · 1976/77 · 1977/78 · 1978/79 · 1979/70 · 1980/81 · 1981/82 · 1982/83 · 1983/84 · 1984/85 · 1985/86 · 1986/87 · 1987/88 · 1988/89 · 1989/90 · 1990/91 · 1991/92 · 1992/93 · 1993/94 · 1994/95 · 1995/96 · 1996/97 · 1997/98 · 1998/99 · 1999/00 · 2000/01 · 2001/02 · 2002/03 · 2003/04 · 2004/05 · 2005/06 · 2006/07 · 2007/08 · 2008/09 · 2009/10 · 2010/11 · 2011/12 · 2012/13 · 2013/14 · 2014/15 · 2015/16 · 2016/17 · 2017/18 · 2018/19 · 2019/20 · 2020/21 · 2021/22 · 2022/23